# Puquios (comuna)
Puquios fue una de las comunas que integró el antiguo departamento de Copiapó, en la provincia de Atacama.
En 1907, de acuerdo al censo de ese año, la comuna tenía una población de 2248 habitantes. Su territorio fue organizado por decreto del 22 de diciembre de 1891, a partir del territorio de las Subdelegaciones 18.° San José Garín, 19.° Puquios y 20.° Bulnes.

## Historia
La comuna fue creada por decreto del 22 de diciembre de 1891, con el territorio de las Subdelegaciones 18.° San José Garín, 19.° Puquios y 20.° Bulnes.
Esta comuna fue suprimida mediante el Decreto con Fuerza de Ley N.º 8.583 del 30 de diciembre de 1927, anexando su territorio a la comuna de Copiapó. La supresión se hizo efectiva a contar del 1 de febrero de 1928.